# 루브르 아부다비
루브르 아부다비(아랍어: اللوفر أبوظبي, 영어: Louvre Abu Dhabi)는 아랍에미리트 아부다비 사디야트섬에 위치한 미술관이다. 2007년 3월에 체결된 UAE와 프랑스의 협정에 따라 2037년까지 루브르 박물관의 이름을 사용할 수 있으며 루브르 박물관은 "프랑스 최대의 해외 문화 프로젝트"라고 표현했다. 약 24,000평방미터의 부지에 8,000평방미터 크기의 갤러리로, 아라비아반도에서 가장 큰 미술관이며 2017년 11월 8일에 개관했다.

## 같이 보기
- 가장 큰 미술관 목록